# Tchirozérine (département)
Tchirozérine est un département du Niger situé au sud-ouest de la région d'Agadez.

## Géographie

### Administration
Tchirozérine est un département de 154 746 km² de la région d'Agadez.

Son chef-lieu est la ville de Tchirozérine, alors qu'Agadez est la ville la plus importante.
Son territoire se décompose en :
- communes urbaines : Tchirozérine.
- communes rurales : Aderbissinat, Dabaga, Ingall, Tabelott.

### Situation
Le département de Tchirozérine est entouré par :
- au nord : l'Algérie et le département d'Arlit,
- à l'est : le département de Bilma,
- au sud : la région de Zinder (départements de Gouré et Tanout), et la région de Maradi (département de Dakoro),
- à l'ouest : la région de Zinder (départements de Tahoua et Tchintabaraden).

### Relief et environnement

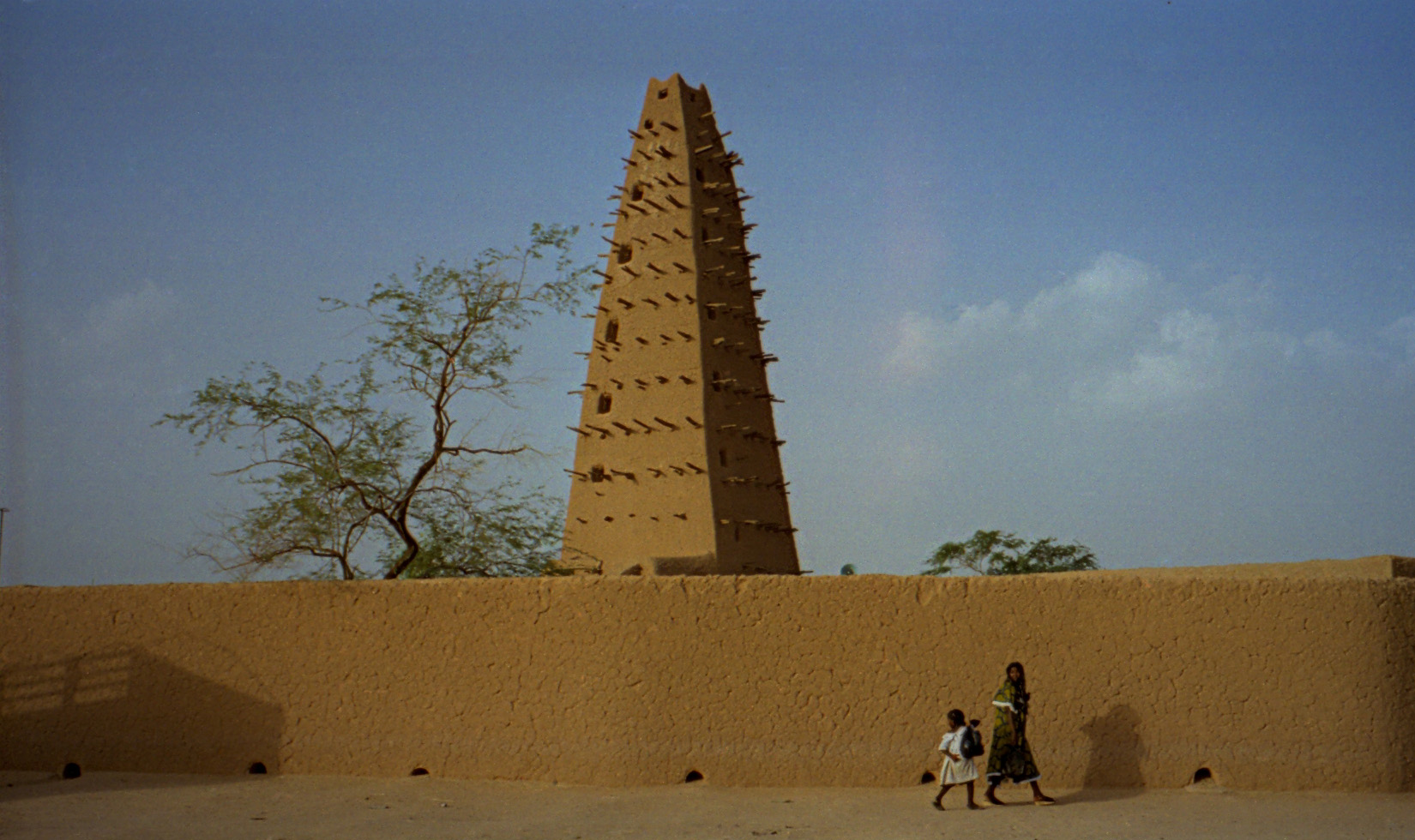
La mosquée d'Agadez.

Le département de Tchirozérine marque la transition entre la zone saharienne du Niger et la zone sahélienne. Son relief est dans la continuité de celui du département d'Arlit. Il est dominé par le massif de l'Aïr, entouré à l'ouest par la plaine de Talak et à l'est par le désert du Ténéré.
Le mont mont Indoukat-n-Taglès, le point culminant de l'Aïr et du Niger avec 2022 mètres, est situé dans les monts Bagzane, à la frontière avec le département d'Arlit.
Si le département est aride et minéral dans la partie nord-est, la plaine de Talak bénéficie de cours d'eau intermitants descendus du Tassili-oua-n-Ahaggar (au sud du Hoggar) et de l'Aïr.

### Climat
Le département de Tchirozérine connait un climat chaud et sec. La station météorologique d'Agadez a cependant enregistré 186,7 mm de précipitations et 31 jours de pluie en 2010 (111,5 mm en moyenne sur la période de référence de Météo-France). 
Les températures y sont particulièrement élevées : 37,8° pour la moyenne des maximales journalières en 2009 (35,8° en moyenne annuelle sur la période de référence de Météo-France, et 41,3° de moyenne des maximales de juin et juillet). 

## Population
La population est estimée à 328 018 habitants en 2011.

## Économie

### Industrie minière
Le Charbon :
La société SONICHAR d’Anou Araren, entreprise parapublique créée en 1975, produit du charbon dans une mine à ciel ouvert depuis 1980
.
Anou Araren est une localité (« village administratif ») de la commune urbaine de Tchirozérine.
La production, 246 558 tonnes en 2010, est utilisée quasi intégralement sur place dans une centrale thermique, exploitée par la même société, pour alimenter les usines de traitement d’uranium d’Arlit et Akouta, ainsi que les principales villes de la région d’Agadez.
L'uranium :
La Société des Mines d'Azelik (SOMINA), coentreprise entre China Nuclear International Uranium Corporation (CNNC) et l’état nigérien créée en juin 2007, exploite depuis début 2011 une mine d’uranium à Azelik
.
Azelik  est un « point d’eau » situé dans la commune rurale d’Ingall au sud-est de l’Aïr, à 150 km au sud-sud-ouest d’Arlit et 50 km au nord-ouest de Tchirozérine.
La production devrait atteindre 700 tonnes d’uranium métal en 2011, et monter à environ 2 500 tonnes en 2015.

### Transport et communication

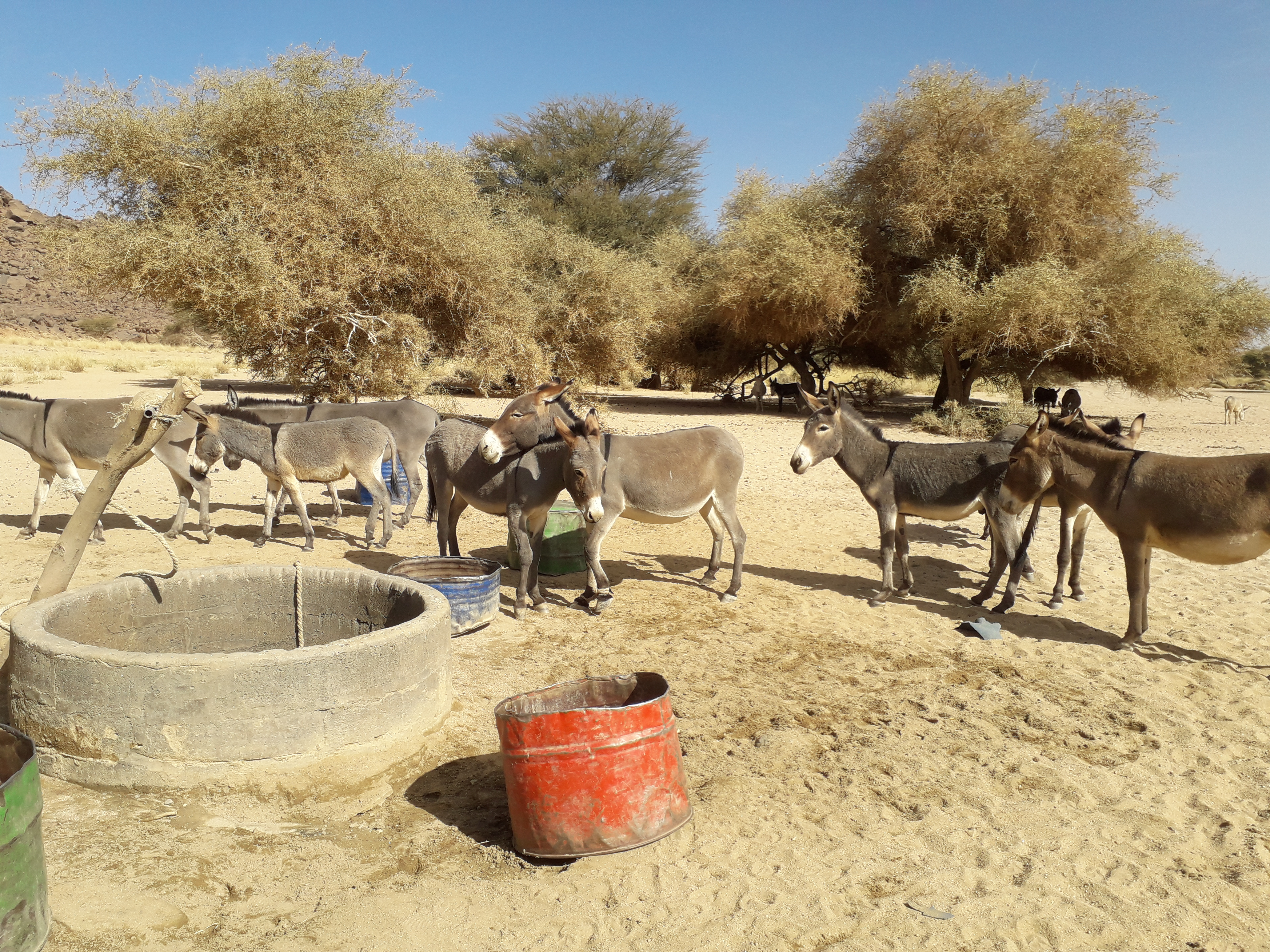
Ânes dans la commune rurale de Tabelot.

La ville d'Agadez possède un aéroport, l'Aéroport international Mano Dayak (code IATA AJY).
Le département est traversé par un grand axe nord-sud : la route nationale N25 Algérie-Arlit-Agadez-Tahoua (la route de l'uranium). Il est relié au Nigéria par la N11 Agadez-Zinder-Nigéria.